# Yasir Shah
Yasir Shah (urdu: یاسر شاہ) er en er en international cricketspiller fra Pakistan og er en del af Pakistans cricketlandshold. Han er en leg-spin bowler, som har fået en bedre start på sin Test karriere end nogen anden spin bowler. Shane Warne, som af mange opfattes som den bedste leg-spin bowler i crickets historie, har konstateret, at Yasir Shah er den bedste leg-spin bowler i verden lige nu.

## Klubkarriere
Yasir Shah har spillet for en række hold i Pakistans first-class, List A og twenty20 cricket, inklusiv Khyber-Pakhtunkhwa Province, Pakistan A, Abbottabad Rhinos og Sui Northern Gas Pipelines Limited.

## Landsholdskarriere

### Twenty20 International karriere
Yasir fik sin T20I debut mod Zimbabwe i Harare. Han kastede 3 overs for 31 runs og tog tre greb. I sin næste kamp kastede han 1 over for 8 runs og tog et greb. Han fik ingen gærder i de to kampe og har ikke spillet en T20I for Pakistan siden d. 18. september 2011.

## Internationale rekorder

### Milepæle

#### Test cricket
- Hurtigste Pakistaner til at få 50 gærder i karrieren (9 kampe).[4]
- Bedste kasteresultater af en udenlandsk spiller i Sri Lanka.[5]
- Flest gærder af en leg-spinner efter de første 10 kampe.

## Internationale 5-wicket hauls

### Test 5-wicket hauls
| # | Kasteresultater | Kamp nr. | Opponent    | By/Land                                  | Bane                                | Dato              |
| - | --------------- | -------- | ----------- | ---------------------------------------- | ----------------------------------- | ----------------- |
| 1 | 5/79            | 4        | New Zealand | Abu Dhabi, UAE                           | Sheikh Zayed Cricket Stadium        | 17. november 2014 |
| 2 | 7/76            | 8        | Sri Lanka   | Galle, Sri Lanka                         | Galle International Stadium         | 17. juni 2015     |
| 3 | 6/96            | 9        | Sri Lanka   | Colombo, Sri Lanka                       | P. Sara Oval                        | 25. juni 2015     |
| 4 | 5/78            | 10       | Sri Lanka   | Kandy, Sri Lanka                         | Pallekele Cricket Stadium           | 3. juli 2015      |
| 5 | 6/72            | 13       | England     | London, England                          | Lord's Cricket Ground               | 15. juli 2015     |
| 6 | 5/71            | 16       | England     | London, England                          | Kennington Oval                     | 14. august 2016   |
| 7 | 5/121           | 17       | Vestindien  | Dubai, De Forenede Arabiske Emirater     | Dubai International Cricket Stadium | 16. oktober 2016  |
| 8 | 6/124           | 18       | Vestindien  | Abu Dhabi, De Forenede Arabiske Emirater | Sheikh Zayed Cricket Stadium        | 25. oktober 2016  |

### Test 10-wicket hauls
| # | Kasteresultater | Kamp nr. | Opponent   | By/Land                                  | Bane                         | Dato             |
| - | --------------- | -------- | ---------- | ---------------------------------------- | ---------------------------- | ---------------- |
| 1 | 10/141          | 13       | England    | London, England                          | Lord's Cricket Ground        | 17. juli 2016    |
| 2 | 10/210          | 18       | Vestindien | Abu Dhabi, De Forenede Arabiske Emirater | Sheikh Zayed Cricket Stadium | 25. oktober 2016 |

### ODI 5-wicket hauls
| # | Kasteresultater | Kamp nr. | Opponent | By/Land          | Bane               | Dato            |
| - | --------------- | -------- | -------- | ---------------- | ------------------ | --------------- |
| 1 | 6/26            | 11       | Zimbabwe | Harare, Zimbabwe | Harare Sports Club | 1. oktober 2015 |

## Internationale belønninger

### Test cricket

#### Man of the Match
| # | Series                                       | Sæson | Kamppræstation                                                                                 | Resultat                     |
| - | -------------------------------------------- | ----- | ---------------------------------------------------------------------------------------------- | ---------------------------- |
| 1 | 1. Test – Pakistan in England Test Series    | 2016  | 1. innings: 11* (13 bolde: 1×4); 29-6-72-6. 2. innings: 30 (63 bolde: 5×4); 31-9-69-4; 1 greb. | Pakistan vandt med 75 runs.  |
| 2 | 2. Test – Pakistan v West Indies Test Series | 2016  | 1. innings: 23 (31 bolde: 3×4); 28.4-6-86-4. 2. innings: DNB; 39-5-124-6; 1 greb.              | Pakistan vandt med 133 runs. |

#### Man of the Series
| # | Series                             | Sæson | Kamppræstation                              | Resultat                   |
| - | ---------------------------------- | ----- | ------------------------------------------- | -------------------------- |
| 1 | Pakistan in Sri Lanka Test Series  | 2015  | 176.3-28-464-24. 56 runs. 2 greb. (3 kampe) | Pakistan vandt serien 2-1. |
| 2 | Pakistan v England Test Series     | 2015  | 124.0-24-323-15. 26 runs. (2 kampe)         | Pakistan vandt serien 2-0. |
| 3 | Pakistan v West Indies Test Series | 2016  | 192.4-38-564-21. 37 runs. 3 greb. (3 kampe) | Pakistan vandt serien 2-1. |

### One Day International Cricket

#### Man of the Match
| # | Opponent | Bane                       | Dato            | Kamppræstation | Resultat                     |
| - | -------- | -------------------------- | --------------- | -------------- | ---------------------------- |
| 1 | Zimbabwe | Harare Sports Club, Harare | 1. oktober 2015 | DNB; 9-0-26-6. | Pakistan vandt med 131 runs. |